# Бабанін Микола Андрійович
Микола Андрійович Бабанін (23 квітня 1918 , Катеринославська губернія  — 11 травня 1990 , Мінськ ) — радянський офіцер, учасник радянського вторгнення до Польщі та німецько-радянської війни. У роки цієї війни командир розвідувальної роти 5-ї гвардійської Волноваської ордена Суворова механізованої бригади 2-го гвардійського Миколаївсько-Будапештського Червонопрапорного ордена Суворова механізованого корпусу 28-ї армії 3-го Українського фронту, гвардії капітан
Герой Радянського Союзу (3.06.1944, запасу (з 1957 року).

## Біографія
Народився 23 квітня 1918 року в адміністративному центрі Ворошиловського району в селищі Ворошиловськ (нині — місто Алчевськ, Луганської області), Луганського округу, Донецької губернії в сім'ї робітника. Член ВКП(б)/КПРС із 1941 року. Закінчив неповну середню школу № 2 на вул. Леніна у м. Ворошиловська. Працював секретарем завкому профспілок Ворошилівського шлакоцегельного заводу на вул. Червоні партизани.
У Червоній Армії з 1938 року. Брав участь у радянському вторгненні до західноукраїнських земель у 1939 році. Закінчив Харківське військово-політичне училище у липні 1941 року та отримав призначення на посаду комісара розвідувальної роти танкового батальйону.
Учасник німецько-радянської війни з липня 1941 року. Воював на Сталінградському, Південному, 4-му, 3-му та 2-му Українських фронтах. Шість разів поранений. Особливо відзначився під час Березнегувато-Снігурівської операції.
Штурмова група 5-ї гвардійської механізованої бригади 2-го гвардійського механізованого корпусу 28-ї армії 3-го Українського фронту з десяти розвідників на чолі з командиром розвідувальної роти гвардії капітаном Бабаніним першою вийшла до річки Дніпро біля села Дремайлівка (Бериславський район Херсонської області) та захопила плацдарм на правому березі. При переправі в бою із захоплення плацдарму троє розвідників загинули, двох капітан Бабанін відправив на лівий берег із полоненим, що мали цінні відомості. Залишившись ушестером, група Бабаніна протягом доби відбила сім контратак супротивника та забезпечила переправу підрозділів бригади.
11 березня у боях за місто Берислав першим увірвався до міста.
У наступні дні, провівши розвідку лінією залізниці Херсон — Миколаїв, Бабанін дістав важливі відомості про супротивника.
У ніч проти 13 березня розвідники гвардії капітана Миколи Бабаніна потай пробралися через лінію оборони противника і вийшли на східний берег річки Інгулець на південь від селища Микільське. Раптовим і зухвалим нападом вони захопили човни та пороми, перегнали їх на протилежний берег, де базувалися червоноармійці. У складі передового загону бригади Микола Бабанін увірвався до північної частини Херсона.
Всього за період з 10 по 15 березня 1944 року розвідники під командуванням Бабаніна безперервно постачали командування цінними відомостями, захопили 13 «язиків», знищили понад двісті гітлерівців.
Звання Героя Радянського Союзу йому надано за участь у форсуванні Дніпра в районі Каховки біля села Дремайлівка Бериславського району Херсонської області. Микола Бабанін отримав наказ командира корпусу переправитися через Дніпро, захопити там язика та, по можливості, закріпитися на правому березі.
Указом Президії Верховної Ради СРСР від 3 червня 1944 року за мужність, відвагу та героїзм, виявлені в боротьбі з німецько-фашистськими загарбниками, гвардії капітану Бабаніну Миколі Андрійовичу присвоєно звання Героя Радянського Союзу з врученням ордена Леніна та медалі «Золота Зірка» (№ 3875).

Могила Миколи Бабаніна на Чижівському цвинтарі Мінська.

Надалі брав участь у визволенні Угорщини, Австрії, Чехословаччини.
Після війни продовжував службу в армії. 1949 року закінчив Вищу офіцерську бронетанкову школу. З 1957 року полковник Микола Бабанін — перебував у запасі. Проживав у Мінську, працював воєнруком у середній школі № 118. Помер 11 травня 1990 року.

## Увічнення пам'яті
У тимчасово захопленому Алчевську Луганської області російські загарбники розмістили банер «Алчевці — герої радянського ордена Слави» з іменами уродженців міста Миколи Бабаніна та Петра Липовенка. Однак на світлинах розмістили зображення світових знаменитостей Ештона Кутчера та Джонні Деппа. Користувачі соціальних мереж бурхливо зреагували на ще один фейк окупантів, які фото акторів із Голлівуду видали за світлини захисників міста. Вони відредагували знімки, додали радянську військову форму та підписали іменами реальних радянських героїв.

## Нагороди
- Медаль «Золота Зірка» Героя Радянського Союзу (№ 3875)
- Орден Леніна
- Орден Кутузова ІІІ ступеня
- Орден Вітчизняної війни І ступеня
- Орден Вітчизняної війни ІІ ступеня
- Три ордени Червоної Зірки
- Медалі, зокрема:
  - Медаль "За перемогу над Німеччиною у Великій Вітчизняній війні 1941—1945 років. "
  - Ювілейна медаль "Двадцять років Перемоги у Великій Вітчизняній війні 1941—1945 років. "
  - Ювілейна медаль "Тридцять років Перемоги у Великій Вітчизняній війні 1941—1945 років. "
  - Ювілейна медаль "Сорок років Перемоги у Великій Вітчизняній війні 1941—1945 років. "